# Цедлиц (город)
Це́длиц (нем. Zedlitz) — община в Германии, в земле Тюрингия.
Входит в состав района Грайц. Подчиняется управлению Мюнхенбернсдорф. Население составляет 665 человек (на 31 декабря 2010 года). Занимает площадь 13,05 км².